# Nicola Martinucci
Nicola Martinucci (Taranto, 28 marzo 1941) è un tenore italiano.

## Biografia
Intraprende lo studio del canto con Marcello del Monaco, proseguendo successivamente con Corti e Ostini.
Nel 1966 vince il concorso indetto dall'Associazione Lirica Concertistica Italiana, grazie al quale esordisce ne Il trovatore.
Dopo una gavetta di quasi dieci anni, nel 1980 si afferma sul panorama lirico mondiale, come nuova voce di tenore eroico, in Aida all'Arena di Verona. Da quel momento sarà presente ogni anno, sino al 2006, nella programmazione areniana  in opere come Aida,  Turandot, Andrea Chenier, Tosca, La forza del destino, Pagliacci.
Inaugura più volte negli anni ottanta la stagione del Teatro alla Scala, dove canta Turandot, Andrea Chenier,  Il tabarro, I Lombardi alla prima crociata, Tosca, Manon Lescaut, La Fanciulla del West, Adriana Lecouvrer. Rimasta negli annali la sua Turandot diretta da Georges Prêtre nel 2001. 
Si esibisce inoltre al Teatro dell'Opera di Roma, Teatro Comunale di Firenze, Metropolitan, Royal Opera House di Londra, Staatsoper di Vienna, Opernhaus di Zurigo,  Deutsche Oper di Berlino.
Si cimenta anche in opere moderne, come Salvatore Giuliano di Lorenzo Ferrero, composta da una sua idea, e La lupa di Tutino.
Si ritira dalle scene dopo circa quarantacinque anni di carriera cantando nel 2009 Turandot a Seoul Art Center.
Dal 2010 si dedica all'insegnamento con master class in tutto il mondo.

## Discografia parziale
- Verdi: I Due Foscari - Nicola Martinucci/Renato Bruson/Maurizio Arena (direttore d'orchestra)/Teatro Regio di Torino Coro e Orchestra/Armando Caforio/Lorenza Canepa/Redente Comacchio/Maria Gabriella Onesti/Aurelio Faedda/Bruno Marangoni, 2008 Nuova Era
- Verdi: Otello - Nicola Martinucci/Miriam Gauci/Eduard Tumagian/Orquestra Simfònica de Barcelona i Nacional de Catalunya/Alexander Rahbari, (1996) The Reader's Digest Association
- Puccini - Il Tabarro - Brtn Philharmonic Orchestra, Brussels/Alexander Rahbari/Maria Slatinaru/Eduard Tumagian/Nicola Martinucci, (1994) The Reader's Digest Association
- Puccini: Madama Butterfly - Rico Saccani/Rajna Kabaivanska/Nicola Martinucci/Franco Giovine/Paola Romanò, 2008 Rico Saccani
- Leoncavallo: Pagliacci - Slovak Philharmonic Chorus/Alexander Rahbari/Nicola Martinucci/Eduard Tumagian/Miriam Gauci/Slovak Radio Symphony Orchestra/Miroslav Dvorsky, 1992 Naxos
- Nicola Martinucci: The True Voice of the Opera, 2011 Kicco Music
- Il mito dell'opera: Nicola Martinucci, 2015 Bongiovanni